# اچ‌ام‌اس تیبنهام (ام۲۷۳۴)
اچ‌ام‌اس تیبنهام (ام۲۷۳۴) (به انگلیسی: HMS Tibenham (M2734)) یک کشتی بود. این کشتی در سال ۱۹۵۵ ساخته شد.